# Прямокутне число
Прямокутне число - число, яке є добутком двох послідовних цілих чисел, тобто n·(n + 1). 
n-е прямокутне число дорівнює подвоєному n-му трикутному числу і на n більше від n-го квадратного числа. Кілька перших прямокутних чисел: 
0, 2, 6, 12, 20, 30, 42, 56, 72, 90, 110, 132, 156, 182, 210, 240, 272, 306, 342, 380, 420, 462, …
Ці числа належать до фігурних чисел: 
| * · * | * · * · * · * · * · * | * · * · * · * · * · * · * · * · * · * · * · * | * · * · * · * · * · * · * · * · * · * · * · * · * · * · * · * · * · * · * · * |
| 1×2   | 2×3                   | 3×4                                           | 4×5                                                                           |
Прямокутні числа можна подати як n2 + n. Крім того, n-е прямокутне число дорівнює сумі перших n парних чисел, а також різниці (2n-1)2 і n-го центрованого шестикутного числа. 
Всі прямокутні числа парні, тому серед них тільки число 2 є простим. 
Число недіагональних елементів квадратної матриці завжди є прямокутним числом. 
З факту, що послідовні цілі числа взаємно прості і що прямокутні числа є добутками двох послідовних цілих чисел, випливає низка властивостей. Кожен простий дільник прямокутного числа може зустрітися тільки в одному з множників. Прямокутні числа є також безквадратними числами тоді і тільки тоді, коли n і n + 1 безквадратні. Число різних простих множників прямокутного числа дорівнює сумі чисел різних простих множників n і n + 1. 